# Kostel Panny Marie Humberské (Krasonice)
Kostel Panny Marie Humberské (jinak také kaple Panny Marie Humberské) se nachází východně od obce Krasonice na vrcholu kopce Humberk. Kostel je filiálním kostelem římskokatolické farnosti Krasonice. Jde o novogotickou jednolodní stavbu s polygonálním závěrem a čtyřbokou věží s opěrnými pilíři a zaklenutými okny. Okna jsou zdobena vitráží, kterou poskládal Benedikt Škarda z Brna, okna jsou vyzdobena věnováním v dolní části. Napravo od vstupu do kaple je vyvěšena pamětní deska na památku poutníka Antonína Cyrila Stojana z roku 2001, na severní straně věže je umístěno schodiště vedoucí do patra věže. Kostel je chráněn jako kulturní památka České republiky. U kaple je umístěn kamenný kříž.

## Historie
Kaple byla postavena na místě staré původní kaple postavené v roce 1664 na počest a jako poděkování za vyléčení problémů s očima hraběte Karla Maxmiliána Thurna. V roce 1672 byl do kaple umístěn obraz Panny Marie Humberské, tento obraz si dovezl hrabě Thurn z cest po Itálii. Podle pověsti měl hrabě vyléčit zrak po omytí si očí ve studně na Humberku.
Tato kaple pak byla postupně rozšířena o presbytář a následně o loď a malou věž. V roce 1772 byla kaple zaklenuta a do obrazu z roku 1672 byly vsazeny dvě korunky ze stříbra. V roce 1784 byla v rámci josefínských reforem kaple zrušena a veškerý majetek z kaple byl prodán v dražbě. Kaple pak byla pomocí dobrovolníků opravena a v roce 1858 opět vysvěcena a v roce 1897 byl znovu namalován obraz Panny Marie Humberské (autorem byl Ladislav Šichan) a původní schovaný sešlý obraz byl zavěšen na oltář – později byl přesunut do kláštera v Nové Říši. Kaple pak v roce byla po rozhodnutí přípravného výboru ze dne 25. listopadu 1900 v roce 1901 stržena a na jejích základech byla postavena kaple nová a o 90° pootočená. Kaple pak byla vymalována Františkem Kolbábkem a 8. září 1901 znovu vysvěcena. Byla postavena jako novogotická kaple s 22 metrů vysokou věží a vysokým oltářem.